# Corretja (estri)

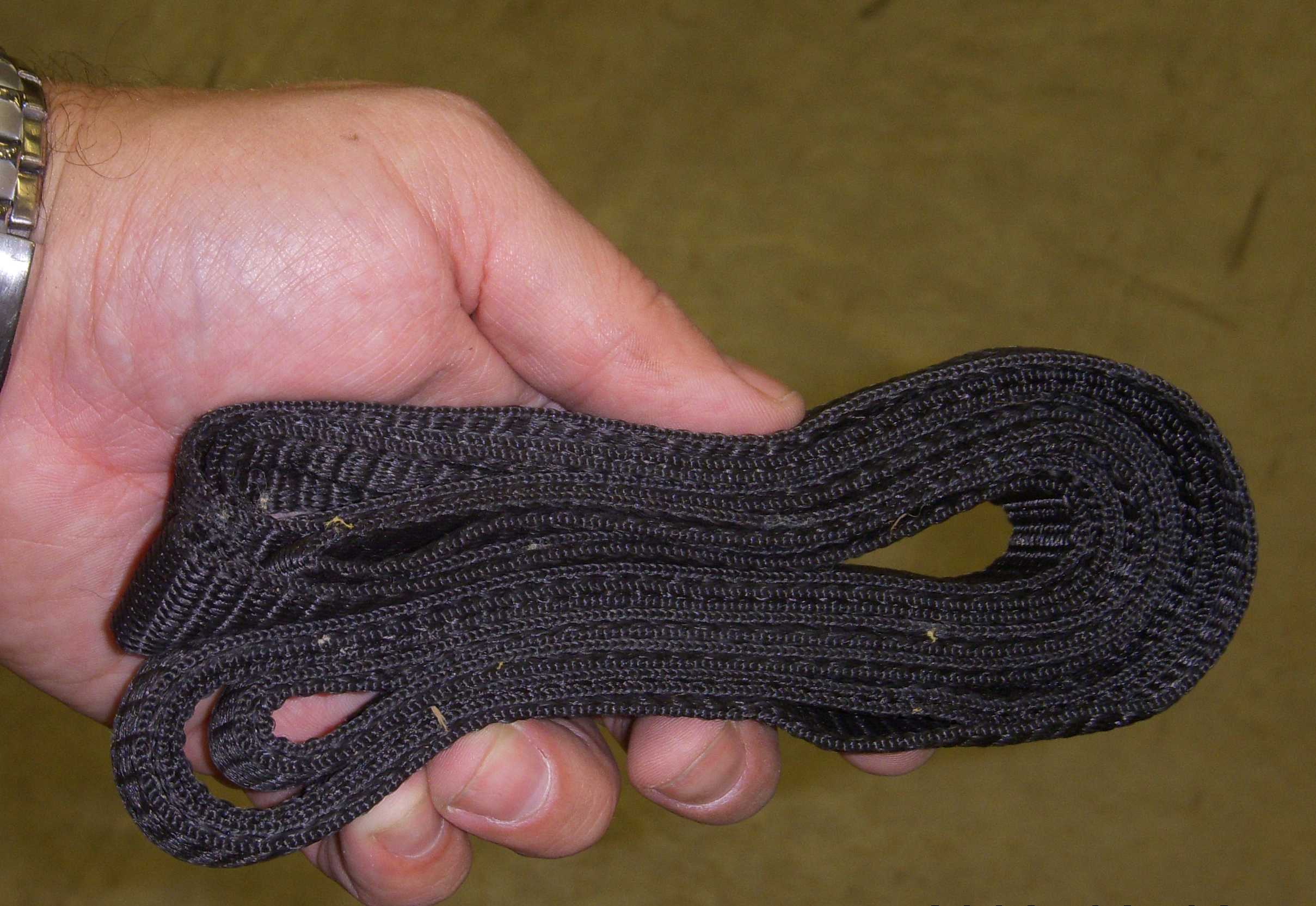
Corretja plegada

La corretja és una banda o llenca de cuir, pell, roba o, modernament, teixits artificials, que serveix per a cenyir, sostenir, tibar, etc. Hi ha moltes formes de corretja, per a molts propòsits diferents. Molts tipus de corretja manquen de nom específic i es designen pel nom genèric, corretja; per exemple, les corretges d'una motxilla o d'un sarró.
Endemés, hi ha corretges que tenen nom específic, el qual s'usa sempre, en comptes del genèric corretja, per a la precisió expressiva, imprescindible en el context. Per exemple, la corretja dissenyada per a dur entorn de la cintura del cos humà rep el nom particular de cinturó o cinyell. En certs camps d'activitat s'anomena cingla la mena de corretja dissenyada per a sostenir pesos considerables. La regna és la corretja que és part d'una brida i amb què es governa el cavall. Etc., etc.
Un conjunt de corretges s'anomena corretjam; per exemple, el corretjam que forma part de l'equipament militar o paramilitar.
En significat metafòric, tenir corretja significa tenir capacitat de sofrir burles o jangles feixugues.

## Galeria

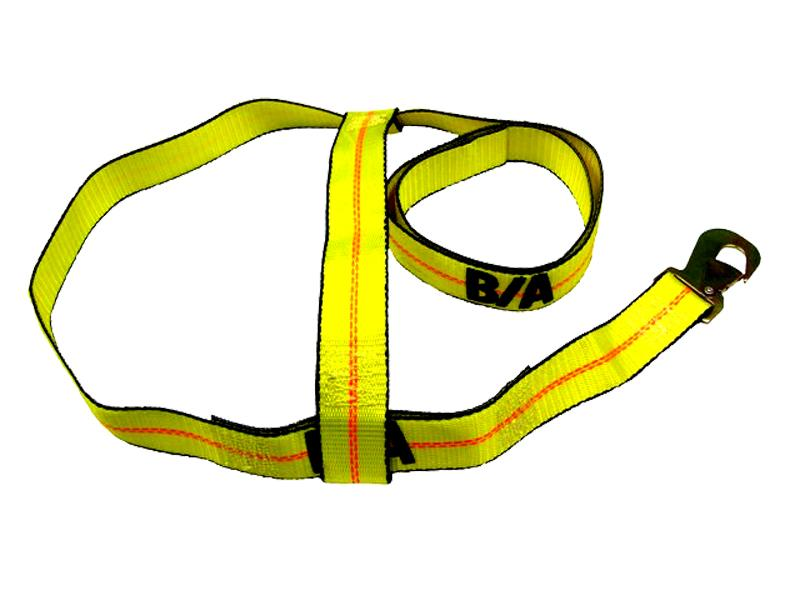
Corretja de cistella
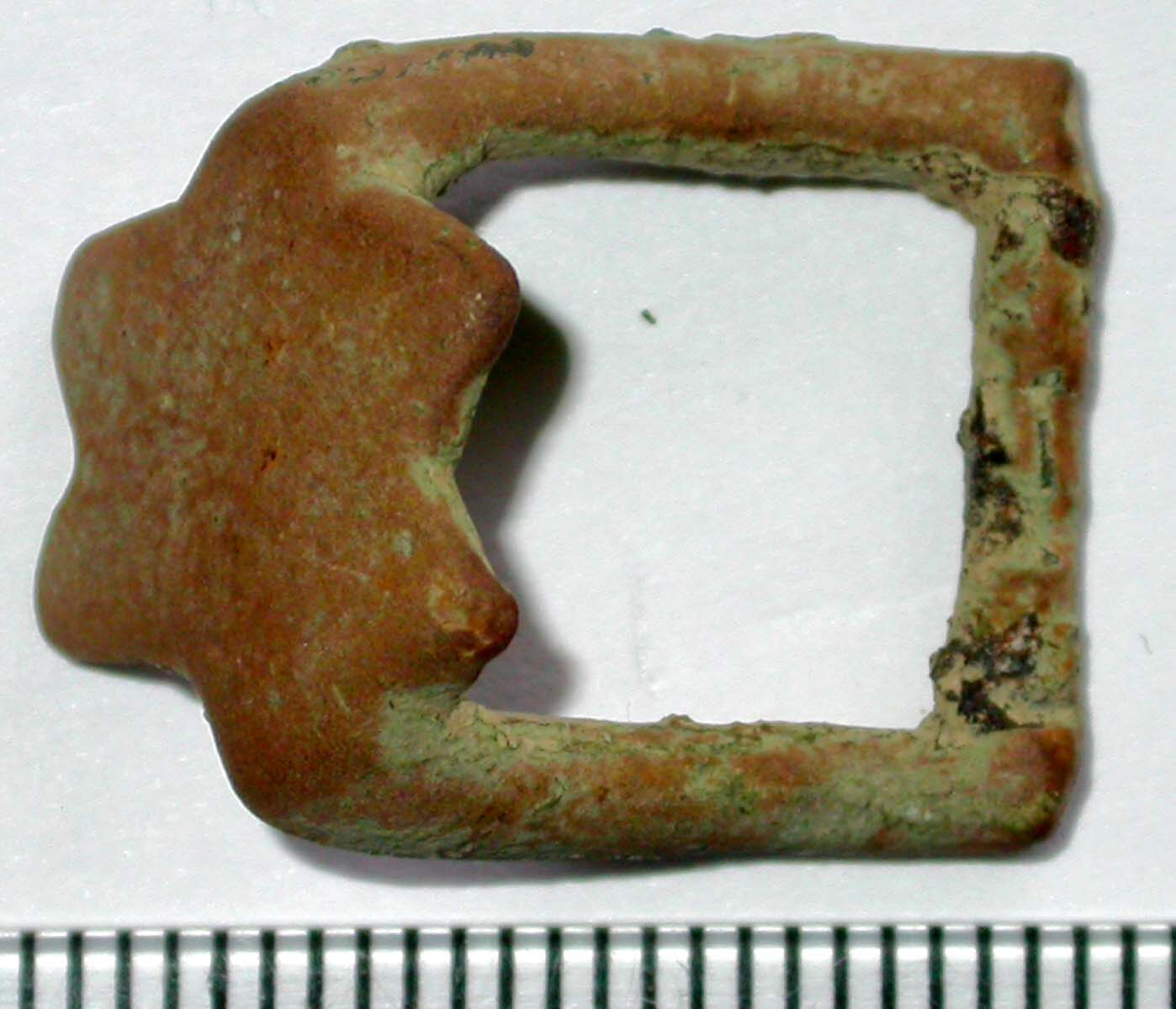
Sivella de corretja
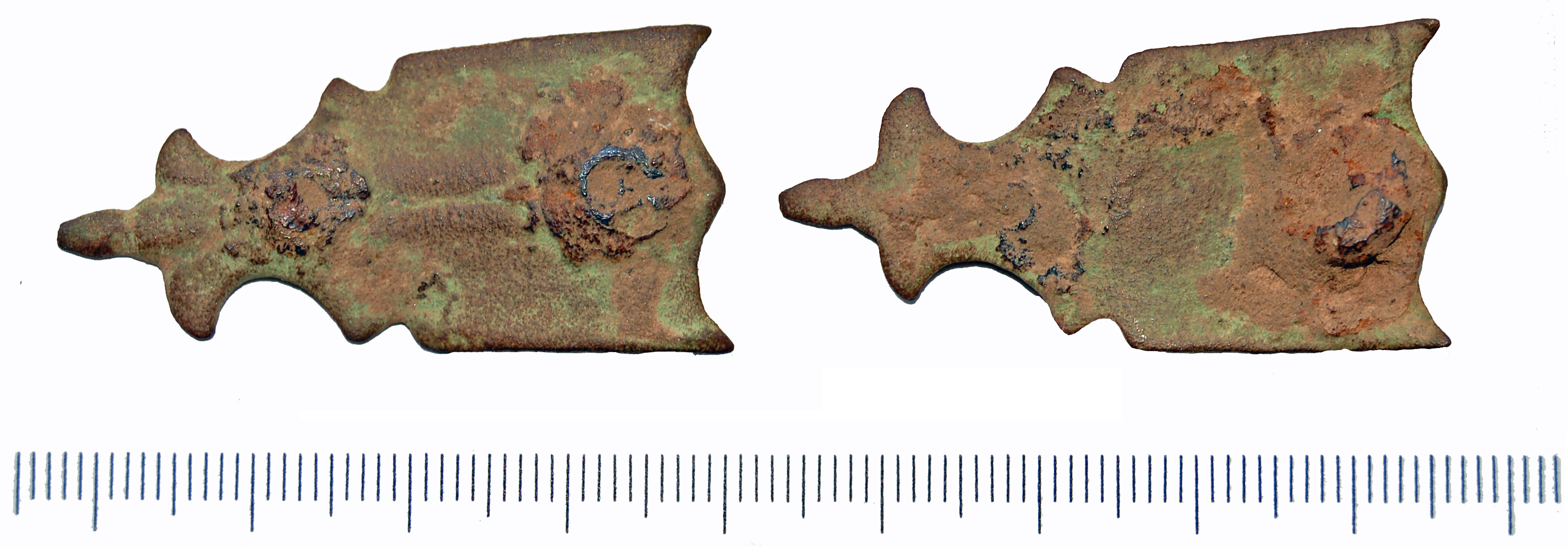
Ajust de corretja postmedieval
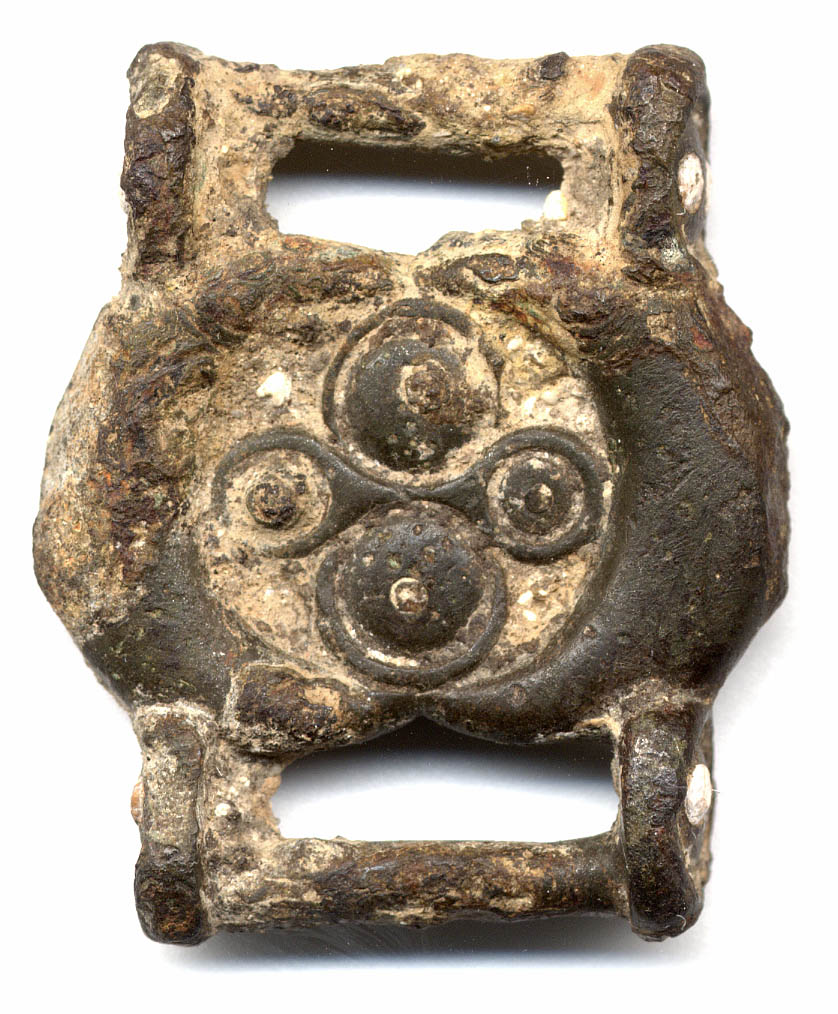
Unió de corretja de l'edat de ferro